# Hendrick Bogaert

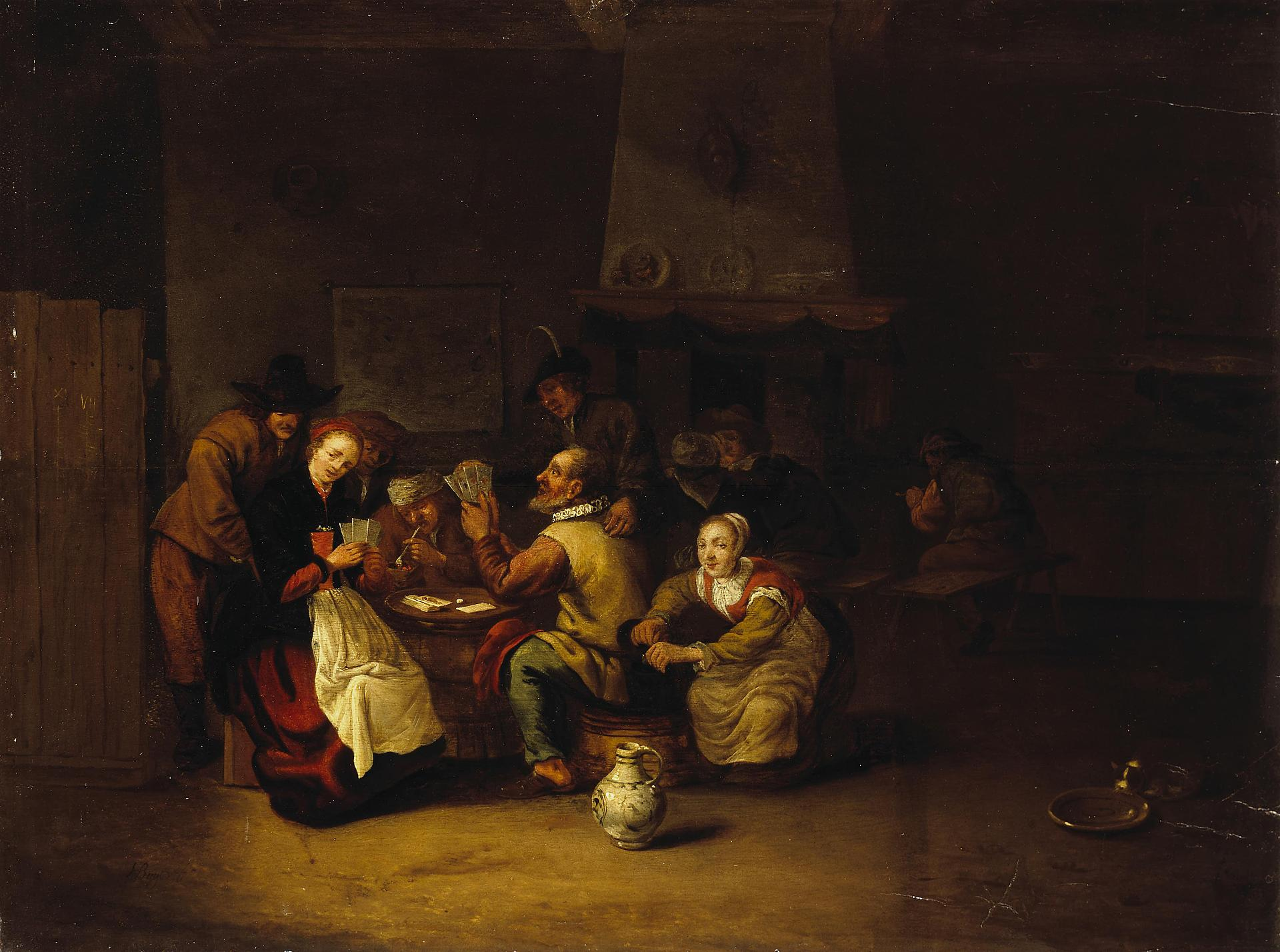
Jugadores de cartas, óleo sobre lienzo, 45,5 x 60 cm, San Petersburgo, Museo del Hermitage.

Hendrick Hendricksz. Bogaert (Ámsterdam, ca. 1626/1630-1675) fue un pintor barroco holandés especializado en la pintura de gabinete.
Al publicarse las amonestaciones matrimoniales, el 10 de febrero de 1657, declaró tener treinta años, lo que llevaría la fecha de su nacimiento a 1626 o 1627, pero el dato no coincide con la edad declarada por él mismo en otros documentos. La última obra fechada que se le conoce es de 1675, dos años después de enviudar. Según Arnold Houbraken, murió en la pobreza, en un asilo de ancianos.
Especializado en la pintura de género, localizaba habitualmente sus escenas protagonizadas por campesinos en el interior de graneros, combinando así los géneros del bodegón y de la pintura de costumbres según una moda que se fue haciendo progresivamente más popular a lo largo del siglo xvii.
Fue maestro de dibujo de Joseph Mulder, grabador en cobre.